# Pieczersk
Pieczersk (ros. Печерск) – wieś (ros. село, trb. sieło) w zachodniej Rosji, centrum administracyjne osiedla wiejskiego Pieczerskoje rejonu smoleńskiego w obwodzie smoleńskim.

## Geografia
Miejscowość położona jest przy drodze regionalnej 66N-1807 (Awtozaprawocznoj Stancyi – Smoleńsk), 2,5 km od drogi magistralnej M1 «Białoruś», 7 km od Smoleńska.
W granicach miejscowości znajdują się ulice: Awtodorożnaja, Dacznaja, Kirowa, Komsomolskaja, Minskaja, Mira, Pionierskaja, Parkowaja, Polewaja, Sadowaja, Smolenskaja, Szkolnaja, Szkolnyj pierieułok, Tiekstilszczikow, Titowa, Zagornaja, Zapolnaja.

## Demografia
W 2010 r. miejscowość zamieszkiwały 3884 osoby.

## Historia
Nazwa Pieczersk wywodzi się z języka staroruskiego od słowa печера, oznaczającego jaskinię, pieczarę.
W 1859 roku był zamieszkany przez 10 mężczyzn i 9 kobiet i posiadał tylko 5 budynków.

## Zabytki
Cerkiew pod wezwaniem Św. Antoniego i Teodozjusza z 1768 roku.